# Vittaryds kyrka
Vittaryds kyrka är en kyrkobyggnad i Vittaryd som tillhör Vittaryds församling.

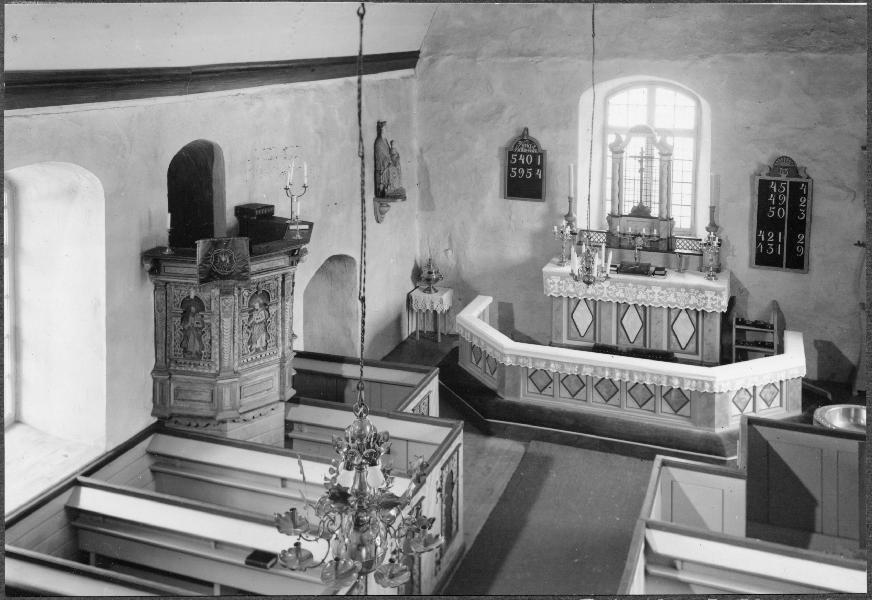
Interiör

## Kyrkobyggnaden
Kyrkan uppfördes någon gång under medeltiden och ersatte en stavkyrka vars rester har påträffats ett stycke österut. Kyrkan som är uppförd i sten består av ett rektangulärt långhus med ett rakslutet  kor. En timrad sakristia vid norra sidan tillkom troligen 1787. 1827 lät man mura igen dörren på södra sidan och rev vapenhuset. Nuvarande ingång togs upp vid västra sidan och ett nytt vapenhus uppfördes. Samma år revs det platta innertaket som byttes ut mot ett tunnvalv av trä. Rester av det ursprungliga innertaket finns bevarade i sakristians panel.
I samband med en renovering 1997 upptäcktes målningar i flera av väggarnas kalkskikt från 1600 och 1700-talet som togs fram och konserverades.  1600-talsmålningarna är troligen utförda av Johan Cula och draperimålningarna från 1708 av Otto Henric Brachwagen.
Nuvarande klockstapel byggdes 1695 av David från Tofteryd. I stapeln hänger en medeltida klocka. I vapenhuset finns ytterligare en klocka från medeltiden. Totala antalet kyrkklockor är tre. Ursprungligen var stapeln en öppen konstruktion, men 1916 kläddes den in med bräder.

## Inventarier
- Den medeltida dopfunten består av två block med fot av granit och cuppa av sandsten.
- Predikstolen är från 1600-talet och är försedd med sniderier från tysk renässans, som föreställer apostlar med öppna och igenslagna biblar.
- En madonnabild härstammar från 1200-talet.
- Nuvarande bänkinredning, altaruppsats och altarring tillkom vid en renovering 1924.

## Orgel
- 1864 installerades en orgel med 4 stämmor byggd av Carl Elfström, Ljungby.
- 1924 ersattes Elfströms orgel av ett verk med tio stämmor byggt av Gebrüder Riegert, Järgensdorf, Österrike.
- 1981 byggdes en ny orgel av J. Künkels Orgelverkstad. Orgeln är mekanisk.

| Manual I      | Manual II           | Pedal      | Koppel |
| Rörflöjt 8´   | Gedackt 8´          | Subbas 16´ | I/P    |
| Principal 4´  | Gamba 8´            | Borduna 8´ | II/P   |
| Spetsflöjt 4´ | Rörflöjt 4´         |            | II/I   |
| Waldflöjt 2´  | Principal 2'        |            |        |
| Mixtur 3 chor | Nasat 1 1/3'        |            |        |
|               | Sesquialtera 2 chor |            |        |
|               |                     |            |        |